# Ruellia haughtii
Ruellia haughtii är en akantusväxtart som först beskrevs av Emery Clarence Leonard, och fick sitt nu gällande namn av E.A.Tripp. Ruellia haughtii ingår i släktet Ruellia och familjen akantusväxter. Inga underarter finns listade i Catalogue of Life.